# Sitio AP

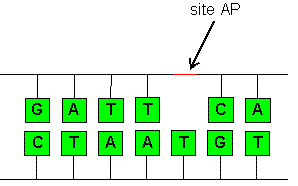
Representación simple de un sitio AP.

En bioquímica y genética molecular, un sitio AP (sitio apurínico/apirimidínico), también conocido como sitio abásico, es una ubicación en el ADN (también en el ARN pero mucho menos probable) que no tiene una base de purina o pirimidina, ya sea espontáneamente o debido al daño en el ADN. Se ha estimado que, en condiciones fisiológicas, se pueden generar 10.000 sitios apurínicos y 500 apirimidínicos en una célula diariamente.
Los sitios AP pueden formarse por depurinación espontánea, pero también ocurren como intermedios en la reparación de la escisión de la base. En este proceso, una ADN glucosilasa reconoce una base dañada y corta el enlace N-glucosídico para liberar la base, dejando un sitio AP. Existe una variedad de glicosilasas que reconocen diferentes tipos de daños, incluidas las bases oxidadas o metiladas, o el uracilo en el ADN. El sitio AP puede ser escindido por una endonucleasa AP, dejando 3' hidroxilo y 5' desoxirribosfosfato terminales (ver estructura del ADN). De forma alternativa, las glucosilasa liasa bifuncionales pueden escindir el sitio AP, dejando un fosfato 5 'adyacente a un aldehído 3' α, β-insaturado. Ambos mecanismos forman una ruptura de un solo filamento, que luego se repara mediante reparación de escisión de base de parche corto o largo.
Si no se reparan, los sitios AP pueden provocar mutaciones durante la replicación semiconservativa. Pueden causar el estancamiento de la horquilla de replicación y se evitan mediante la síntesis de translesión. En E. coli, la adenina se inserta preferentemente frente a los sitios AP, conocida como la "regla A". La situación es más compleja en eucariotas superiores, con diferentes nucleótidos que muestran una preferencia dependiendo del organismo y las condiciones experimentales.

## Formación
Los sitios AP se forman cuando la desoxirribosa se escinde de su base nitrogenada, rompiendo el enlace glucosídico entre los dos. Esto puede suceder espontáneamente, como resultado de la actividad química, la radiación o debido a la actividad enzimática. Los enlaces glucosídicos en el ADN pueden romperse mediante hidrólisis catalizada por ácido. Las bases de purina se pueden expulsar en condiciones débilmente ácidas, mientras que las pirimidinas requieren una acidez más fuerte para ser escindidas. Las purinas pueden incluso eliminarse a pH neutro, si la temperatura aumenta lo suficiente. La formación del sitio AP también puede ser causada por varios químicos modificadores de la base. La alquilación, la desaminación y la oxidación de bases individuales pueden conducir al debilitamiento del enlace de glicosilo, por lo que la exposición a agentes que causan esas modificaciones puede alentar la formación del sitio AP.
La radiación ionizante también puede conducir a la formación del sitio AP. Los ambientes irradiados contienen radicales, que pueden contribuir a los sitios AP de múltiples maneras. Los radicales hidroxilo pueden atacar los enlaces glucosídicos, creando directamente un sitio AP, o hacer que el enlace glucosilo sea menos favorable al unirse a la base o al anillo de desoxirribosa.
Las enzimas, a saber, las glicosilasas de ADN, también suelen crear sitios AP, como parte de la vía de reparación de la escisión de base. En una célula de mamífero dada, se estima que se forman 5000-10,000 sitios apurínicos por día. Los sitios apirimidínicos se forman a un ritmo aproximadamente 20 veces más lento, con estimaciones de alrededor de 500 eventos de formación por día, por célula. A tasas tan altas, es crítico que las células tengan un aparato de reparación robusto para prevenir la mutación. 

## Características

### Características químicas
Los sitios AP son extremadamente reactivos. Fluctúan entre un anillo de furanosa y un aldehído libre de cadena abierta y una confirmación de alcohol libre. La exposición a un nucleófilo puede causar una reacción de eliminación β, en la que el enlace 3' fosfoéster se rompe, causando una ruptura monocatenaria. Esta reacción puede ser catalizada por la AP liasa. En presencia de exceso de reactivo, puede ocurrir una eliminación adicional en el lado 5'. El aldehído libre también puede reaccionar con aldehídos nucleófilos que contienen amina. Estas reacciones pueden promover aún más la escisión del enlace fosfoéster. Los aldehídos que contienen grupos O-HN2 pueden servir para estabilizar el sitio abásico al reaccionar con el grupo aldehído. Esta interacción no escinde el enlace fosfoéster. 

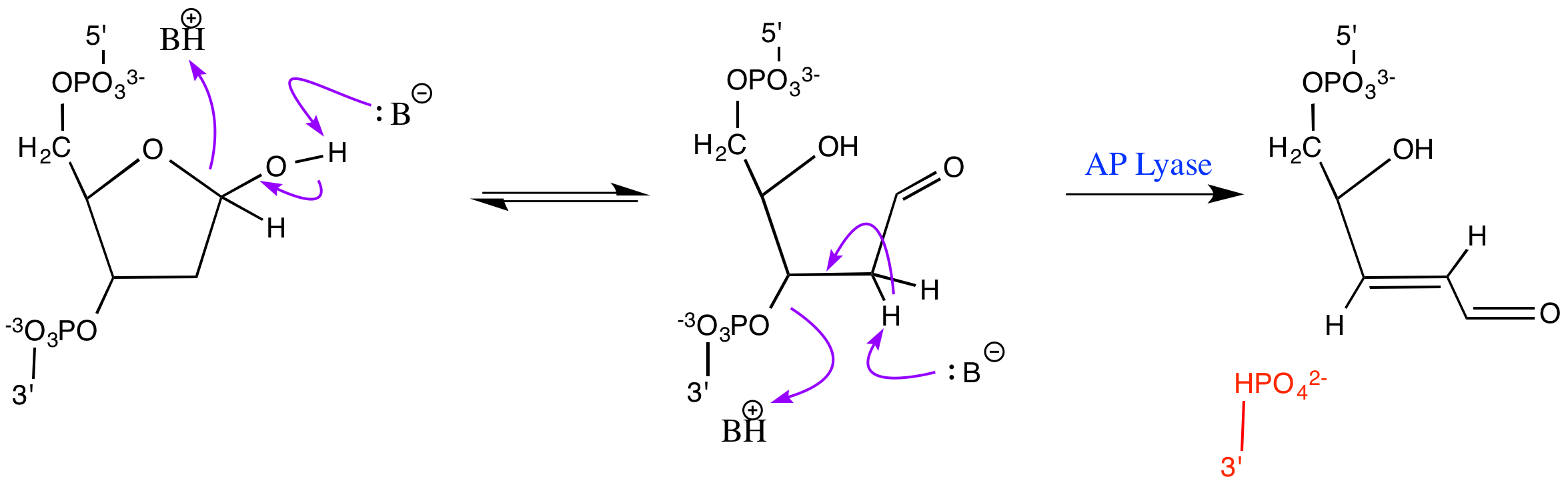
Reactividad del sitio AP

### Actividad biológica
Los sitios de AP en las células vivas pueden causar diversas y graves consecuencias, incluida la muerte celular. Las roturas monocatenarias que se producen debido a la eliminación β requieren reparación por parte de la ADN ligasa para evitar la mutación. Cuando la ADN polimerasa encuentra un sitio abásico, la replicación del ADN generalmente está bloqueada, lo que puede conducir a una ruptura de una o dos cadenas en la hélice de ADN. En E. coli, cuando la enzima logra pasar por alto el sitio abásico, se incorpora preferentemente una adenina en la nueva cadena. Si los sitios AP en el ADN no se reparan, la replicación del ADN no puede proceder normalmente y pueden producirse mutaciones significativas. Si las mutaciones son simplemente polimorfismos de un solo nucleótido, entonces la célula puede no verse afectada. Sin embargo, si se producen mutaciones más graves, la función celular puede verse gravemente afectada, el crecimiento y la división pueden verse afectados, o la célula puede simplemente morir. 

## Reparar
Los sitios AP son una característica importante de la vía de reparación de la escisión de base. Las glicosilasas de ADN primero crean sitios abásicos al reconocer y eliminar las bases modificadas. Existen muchas variantes de glicosilasa para tratar las múltiples formas en que una base puede dañarse. Las circunstancias más comunes son la alquilación de bases, la oxidación y la presencia de un uracilo en la cadena de ADN. Una vez que se ha creado con éxito un sitio AP, una endonucleasa AP cataliza la ruptura de un enlace fosfoéster, creando una muesca en la columna vertebral de la hélice. La rotura puede ser 3' o 5' del sitio, dependiendo de la variante de la enzima. Las enzimas de procesamiento final luego preparan el sitio para la mella para la ligadura, que se realiza mediante la ADN polimerasa. La base insertada en la mella está determinada por la base correspondiente en el hilo opuesto. La muesca se sella con ADN ligasa. 